# Moretta
Moretta ist eine italienische Gemeinde in der Provinz Cuneo (CN), Region Piemont.

## Lage und Einwohner
Moretta liegt etwa 50 km südwestlich von Turin und 45 km nördlich von der Provinzhauptstadt Cuneo auf einer Höhe von 252 Meter über dem Meeresspiegel in der Po-Ebene zwischen den Flüssen Po und Varaita. Das Gemeindegebiet umfasst eine Fläche von 24,15 km² und hat 4083 Einwohner (Stand 31. Dezember 2023). Die Gemeinde besteht aus den Ortsteilen Boglio, Bogliotto, Brasse, Brasse Piccolo, Pasco, Piattera, Prese, Roncaglia und Tetti Varaita. 
Die Nachbargemeinden sind Cardè, Faule, Murello, Polonghera, Saluzzo, Torre San Giorgio, Villafranca Piemonte und Villanova Solaro.

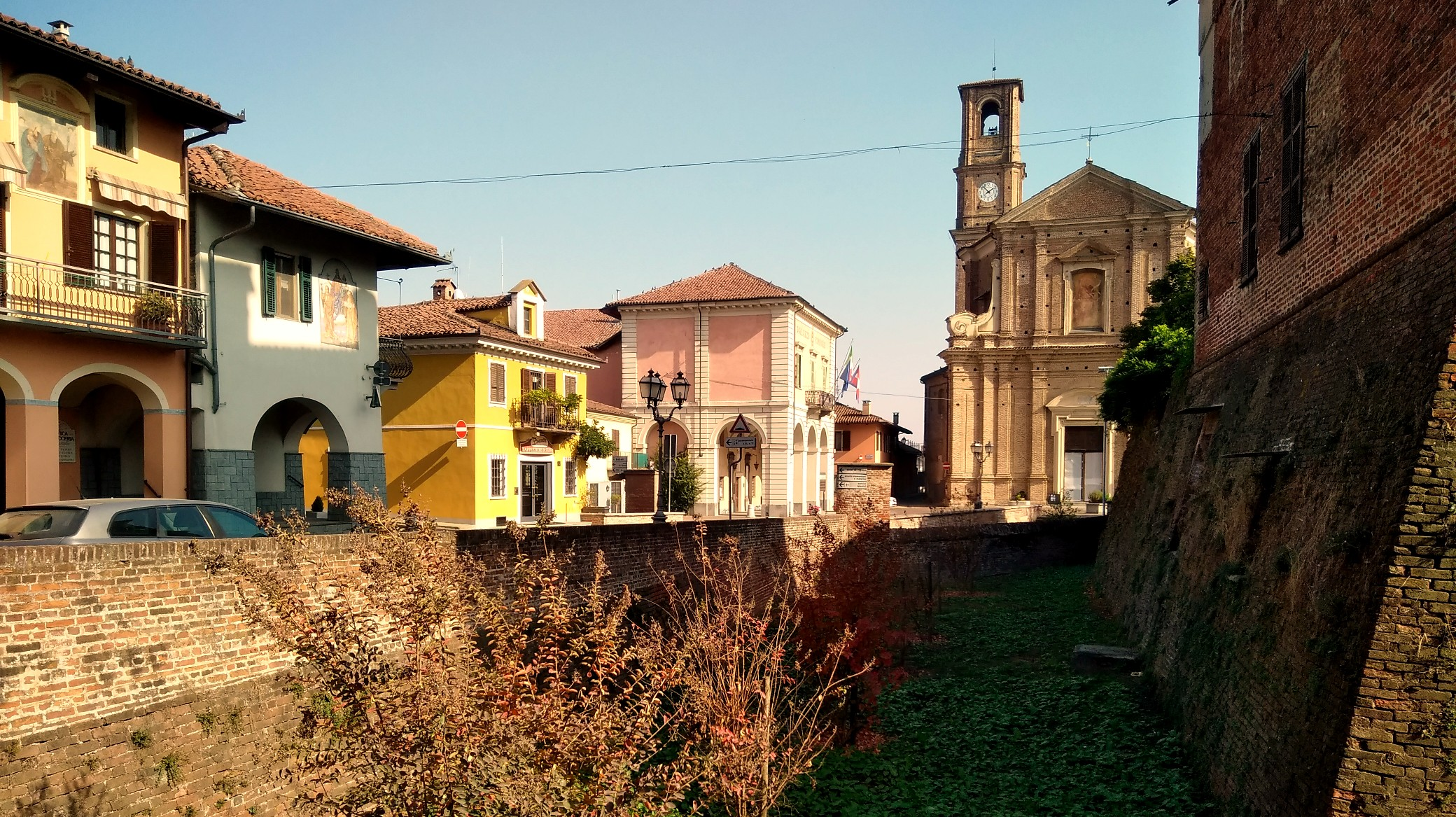
Moretta Panorama

## Geschichte

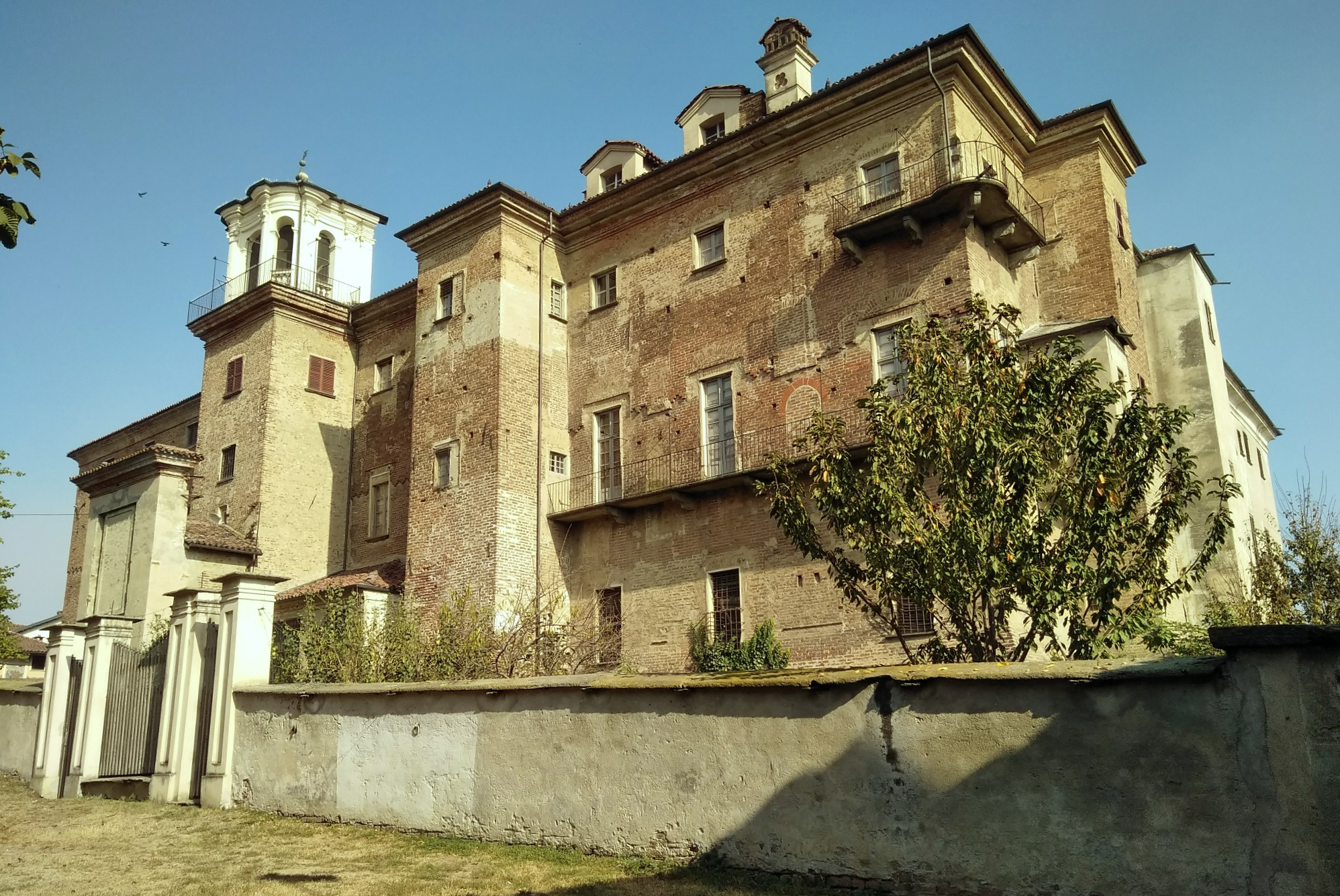
Schloss

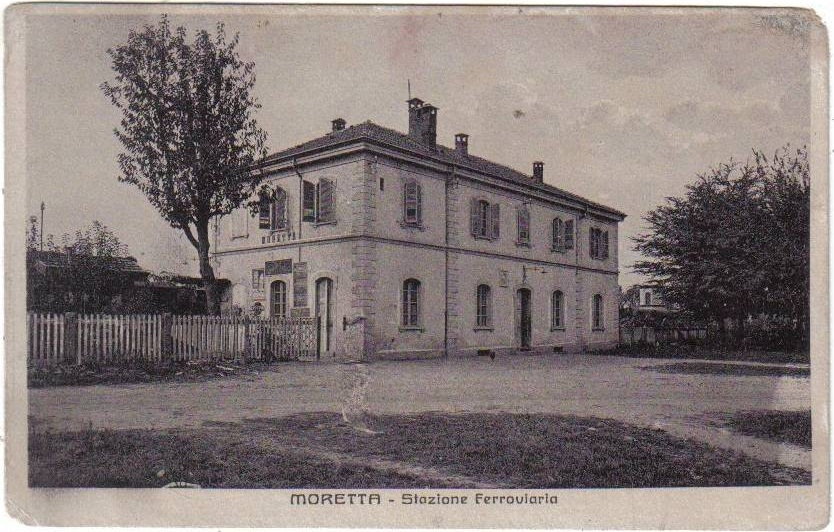
Bahnhof Moretta

Mehr als der Nachname Moretti kann der Ortsname mit „morra“ in Verbindung gebracht werden, was als „überwiegend ländliche Station“ verstanden wird. „Moretta“ wäre daher die Verkleinerungsform von „morra“, gebildet durch das Suffix -ETTO. Die Hypothese einiger Gelehrter, die den Ortsnamen mit „murè“, MORETUS, gleichbedeutend mit ULMUS, in Verbindung bringen, dessen Kult sich in der Gegend in der Antike besonders entwickelte, erscheint weniger überzeugend. Schließlich deutet die mittelalterliche Dokumentation auf „Moreta“ aus dem Jahr 1203 hin, im Wechsel mit den selteneren „Moretta“ und „Morreta“. 
Die ersten sicheren Dokumente über die Existenz des Dorfes, dessen Gründung auf das 11. Jahrhundert zurückzugehen scheint, stammen aus dem 13. Jahrhundert. Seine Geschichte ist eng mit der Anwesenheit der Benediktinermönche verbunden, denen der Bau des Schlosses üblicherweise zugeschrieben wird. Es war lange Zeit umstritten zwischen den Markgrafen von Busca, denen von Saluzzo und dem Haus Savoyen. Im 14. Jahrhundert wurde es von der Familie Acaia bewohnt und kurz darauf der Familie Solaro als Lehen zugesprochen. 
Zu den historisch-künstlerischen Zeugnissen gehört die Pfarrkirche San Giovanni Battista im Barockstil mit einer wunderschönen Terrakotta-Fassade. Der reich verzierte und mit Fresken verzierte Innenraum wird von einem großen zentralen Gewölbe überragt, einem seltenen Beispiel in der Gegend, umgeben von sechs Kapellen, an deren Wänden bedeutende Bildwerke aus dem 18. und 19. Jahrhundert hängen. Bemerkenswert ist auch das Heiligtum der Beata Vergine del Pilone, das an der Stelle eines bereits vorhandenen Votivpylons errichtet wurde, sowie das Schloss, ein altes mittelalterliches Gebäude aus dem 14. Jahrhundert. Ab 1362 wurde es zur Residenz der Solari-Grafen. Im Laufe der Zeit hat es erhebliche Veränderungen erfahren. Die einst zum Himmel offenen Mauerspitzen wurden in die Wände integriert und von einem Ziegeldach bedeckt.
Der Bahnhof Moretta wurde am 30. Juni 1885 in Betrieb genommen, zeitgleich mit der Inbetriebnahme der Bahnstrecke Airasca-Saluzzo. Die Inbetriebnahme der Bahnstrecke Moretta–Cavallermaggiore erfolgte am 17. Mai des folgenden Jahres. Im Jahr 1959 endete der Betrieb der Bahnstrecke Moretta-Cavallermaggiore, deren Endstation der Bahnhof war. Der Abschnitt von Moretta nach Saluzzo war bis 2017 im Rahmen der Eisenbahnverbindungsregelung in Betrieb. Zwischen 2011 und 2016 war der Bahnhof Gegenstand von Arbeiten für den 2017 eingeweihten Radweg Airasca-Moretta.

## Persönlichkeiten
- Angelo Tasca (1892–1960), Journalist und Politiker